# Lazio
Lazio (latinul: Latium) régió Olaszország középső részén, amely elsősorban Rómáról, az olasz fővárosról híres, amely egykoron az ókori Római Birodalom fővárosa, jelenleg pedig a római katolikus egyház központja, hiszen itt található a Vatikán. Emellett a régió gazdag történelmi és kulturális örökséggel rendelkezik, ókori romokkal, reneszánsz műemlékekkel, valamint festői tájakkal, mint a Tivoli kertek vagy a Braccianói-tó vidéke. 17 203 km²-es területével Olaszország kilencedik legnagyobb régiója, ezzel az ország területének mintegy 5,7%-át fedi le. Közel 5,7 millió fős lakosságával pedig az ország harmadik legnépesebb része, ezzel az Olaszország népességének 9,7%-ával rendelkezik. Népsűrűsége bőven az országos felett van. Olaszország egyik régiója.
Nyugatról Tirrén-tenger, északról Toszkána és Umbria, keletről Abruzzo és Molise, délről pedig Campania határolja. Székhelye és egyben Olaszország legjelentősebb városa "az örök városnak" is nevezett Róma, amely a világ egyik legfontosabb történelmi városaként ismert, ahol olyan ikonikus műemlékek találhatók meg, mint a Colosseum, a Forum Romanum és a Pantheon. Emellett a város a katolikus egyház szíve is, hiszen itt helyezkedik el a Vatikán, a pápa székhelye és a Szent Péter-bazilika. De nevezetesebb települései közé tartozik Tivoli, amely gazdag római kori villáiról, például a Villa d'Este és a Villa Adriana miatt híres, lenyűgöző kertekkel és vízesésekkel, Ostia Antica, az ókori Róma kikötővárosa, jól megőrzött romjaival és régészeti lelőhelyeivel vonzza a történelem iránt érdeklődő látogatókat, Viterbo, középkori hangulatú város, amely híres termálfürdőiről és történelmi óvárosáról, Rieti pedig a régió keleti részén fekszik, és gyönyörű természeti környezetével, valamint történelmi műemlékeivel kelti fel a turisták figyelmét.
Központi elhelyezkedésű régió Közép-Olaszországban. Területe változatos: a tengerparti síkságoktól kezdve a dombvidékeken át a hegyvidéki területekig terjed, ahol az Appenninek legnyugatibb vonulatai magasodnak. Fő folyója a Tevere, amely Rómán is áthalad. A régió tengerpartja homokos és sziklás partszakaszokat egyaránt magában foglal. Éghajlata mediterrán, enyhe telekkel és forró, száraz nyarakkal. A régióban több termálforrás és tó is található, például a Braccianói-tó. Lazio földrajzi elhelyezkedése és változatos tájai miatt gazdag természeti és kulturális látnivalókban.
Története az ókori Róma alapításáig nyúlik vissza, amely a régió központjává vált az idők során. A területet eredetileg különböző itáliai népek, például a latinok lakták, majd a rómaiak váltották meghatározó hatalommá, akik az egész Mediterráneumra kiterjesztették birodalmukat. Róma a köztársaság és a császárság korában is jelentős politikai, kulturális és vallási központ maradt. A birodalom bukása után Lazio különböző uralkodók és államok fennhatósága alá került, mígnem a középkorban a Pápai Állam szívévé vált. A Vatikán, mint a katolikus egyház központja, a régió kiemelkedő jelentőségét erősítette. Az olasz egység létrejöttekor Lazio része lett az új államnak, és ma Olaszország egyik legfontosabb politikai és kulturális központja.

## Nevének eredete
Neve a latin „Latium” szóból ered, amely az ókori itáliai régióra utal, ahol a latinok népe élt. A név eredetileg az itt élő latin törzsekhez kötődött, akik a római civilizáció alapját képezték. Így Lazio neve szorosan kapcsolódik az ókori Róma és a latin kultúra kialakulásához, amely meghatározó volt a nyugati civilizáció fejlődésében.

## Földrajz
Lazio Közép-Olaszországban helyezkedik el, területe 17 203 km², az Appenninektől a Tirrén-tengerig húzódik. Domborzata változatos, nagyobb részben hegy- és dombvidék (hegyvidék területének 54%-a, a dombvidék területének 26,1%-a). A sík területek a tengerpart közelében jellemzőek, és területének 20%-át teszik ki.
A legjelentősebb folyók a Tevere és a Garigliano. Mindkét folyó a Tirrén-tengerbe ömlik.

## Története

### Őskor
Lazio területén is feltártak már őskori emlékeket. A legtöbb ezek közül a Rómától délre található Latina városban került elő, például a Grotte del Circeo barlangban neandervölgyi emberleletek vagy az Agro Pontinóban található, róla elnevezett, korai Felső-Paleolitikum korából származó Pontiniani kultúra leletei.
A Latina körüli emlékeken kívül szintén találhatók Róma északnyugati csücskén Torrimpietrában, ami a legismertebb lelőhely, a Polesini barlangan pedig a szintén Rómához tartozó Tivoliban csontba vésett állatminták kerültek elő (a nagyjából 30 ezer évvel ezelőtti kultúrák korából).

### Ókor
A Kr. e. 6. századtól a terület neve Latium volt. Kr. e. 340–338 között itt zajlott a második latin háború. Később, Róma növekedésével a területen szervezték meg Latium provinciát.

### Középkor
493-ban Odoaker elfoglalta. 755-ben a pápai állam része lett.

### Újkor
1809-ben Franciaország megszerezte Laziót, majd 6 évvel később a Bécsi Kongresszus visszaadta a Pápai államnak. 1870 óta Olaszország része. A fasizmus ideje alatt a Pontini-mocsarak lecsapolása révén számos új települést hoztak létre: Latina, Sperlonga.

## Közigazgatás
Öt megyéje (provincia) a következő:

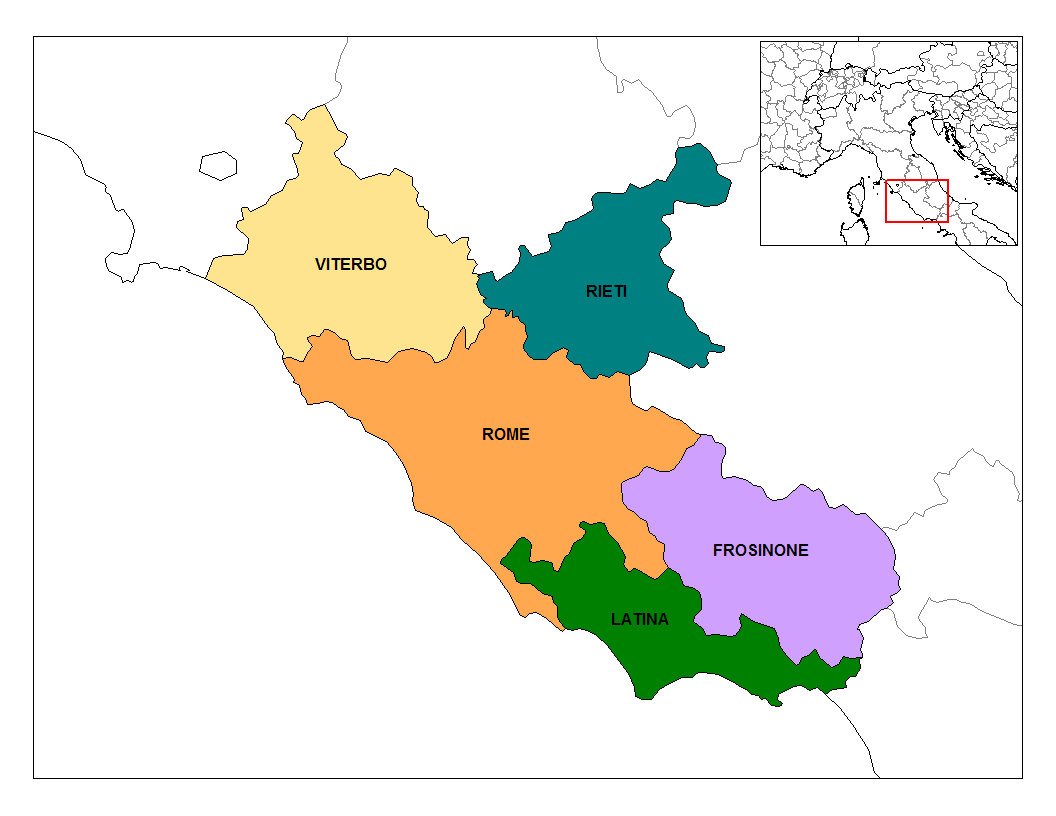
Lazio megyéi

- Frosinone, székhelye Frosinone, települések száma 91
- Latina, székhelye Latina, települések száma 33
- Rieti, székhelye Rieti, települések száma 73
- Róma, székhelye Róma, települések száma 121
- Viterbo, székhelye Viterbo, települések száma 60

### Tájegységek megyénként
| Frosinone megye                                                                                  | Latina megye                                                                     | Rieti megye                                                   | Róma megye | Viterbo megye                                                       |  |
| ------------------------------------------------------------------------------------------------ | -------------------------------------------------------------------------------- | ------------------------------------------------------------- | --- | ------------------------------------------------------------------- |  |
| - Valle Latina - Terra di Lavoro - Monti Aurunci - Monti Ernici - Monti Lepini - Monti Simbruini | - Agro Pontino - Terra di Lavoro - Isole Ponziane - Monti Aurunci - Monti Lepini | - Sabina - Cicolano - Monti della Duchessa - Monti della Laga | - Agro Romano - Campagna Romana - Castelli Romani - Colli Albani - Litorale romano - Monti della Tolfa - Monti Lepini - Monti Simbruini | - Tuscia - Maremma - Maremma laziale - Monti Cimini - Monti Volsini |  |

## Népesség
A régió legnépesebb települései az ISTAT 2007. február 28-i adatai alapján:
| Sorrend | Település           | Megye     | Népesség (fő) |
| ------- | ------------------- | --------- | ------------- |
| 1.      | Róma                | Róma      | 2 706 428     |
| 2.      | Latina              | Latina    | 114 226       |
| 3.      | Guidonia Montecelio | Róma      | 76 879        |
| 4.      | Aprilia             | Latina    | 65 070        |
| 5.      | Fiumicino           | Róma      | 61 722        |
| 6.      | Viterbo             | Viterbo   | 60 647        |
| 7.      | Pomezia             | Róma      | 52 723        |
| 8.      | Tivoli              | Róma      | 51 880        |
| 9.      | Civitavecchia       | Róma      | 51 360        |
| 10.     | Velletri            | Róma      | 51 009        |
| 11.     | Anzio               | Róma      | 48 675        |
| 12.     | Frosinone           | Frosinone | 48 127        |
| 13.     | Rieti               | Rieti     | 47 202        |
| 14.     | Terracina           | Latina    | 42 961        |
| 15.     | Nettuno             | Róma      | 42 456        |

Forrás:  Archiválva 2008. május 16-i dátummal a Wayback Machine-ben

## Világörökségi helyszínei
- Róma történelmi belvárosa
- Cerveteri, nekropolisz
- a Szentszék épületei
- Róma, San Paolo fuori le mura-bazilika
- Tivoli, Villa Adriana
- Tivoli, Villa d’Este
- Tarquinia, nekropolisz

## Turizmus

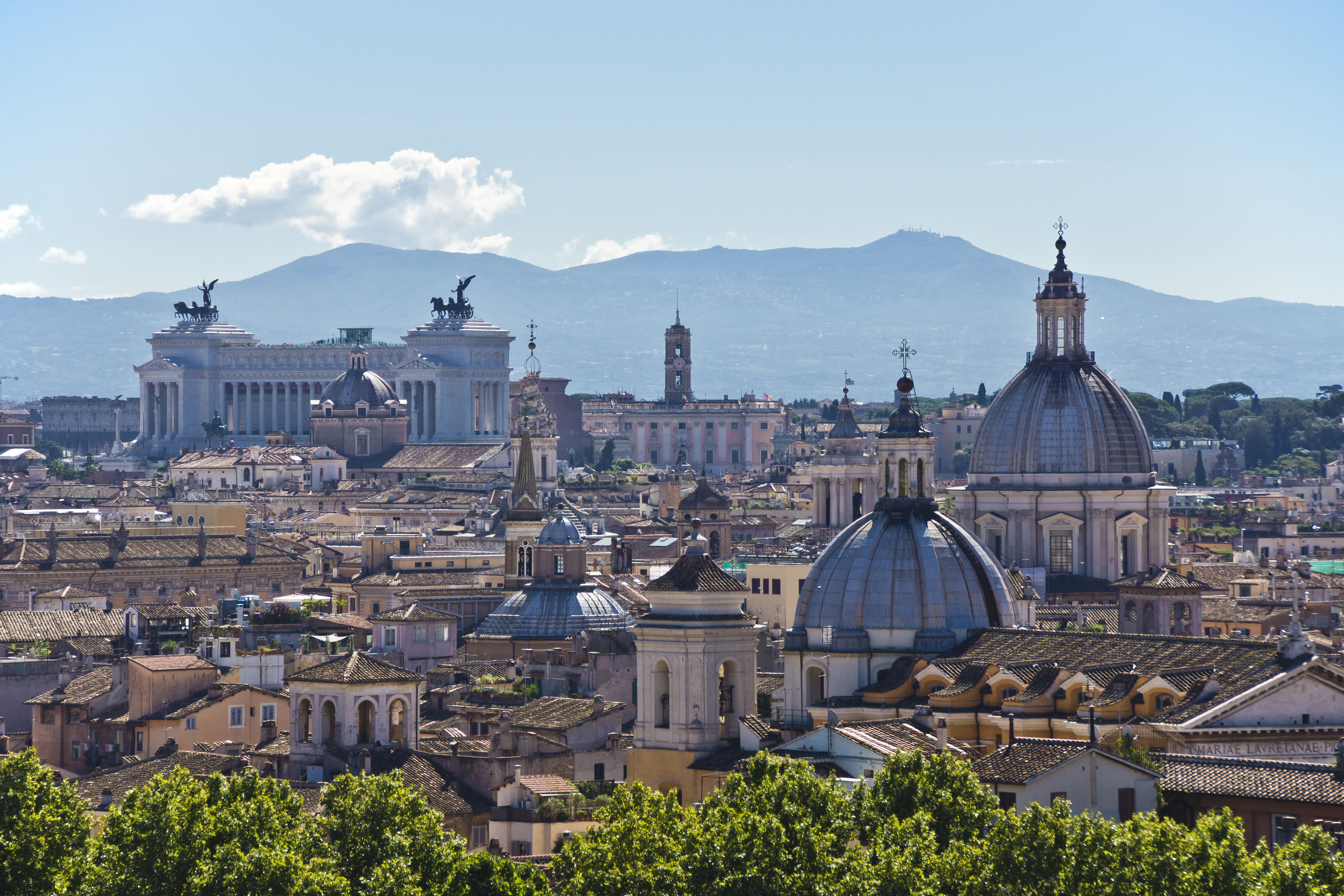
Róma, a székhely
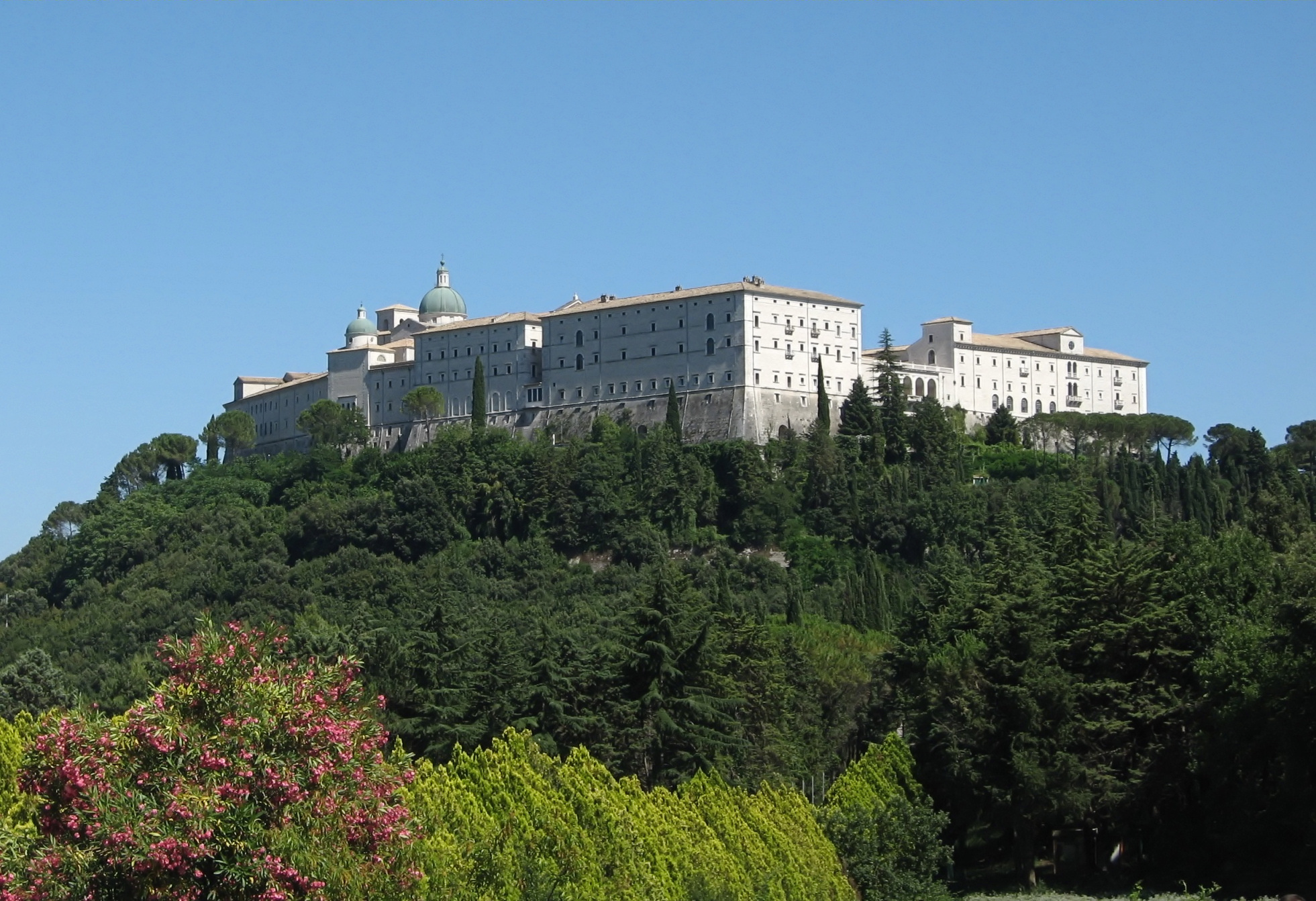
A Monte Cassino-i kolostor
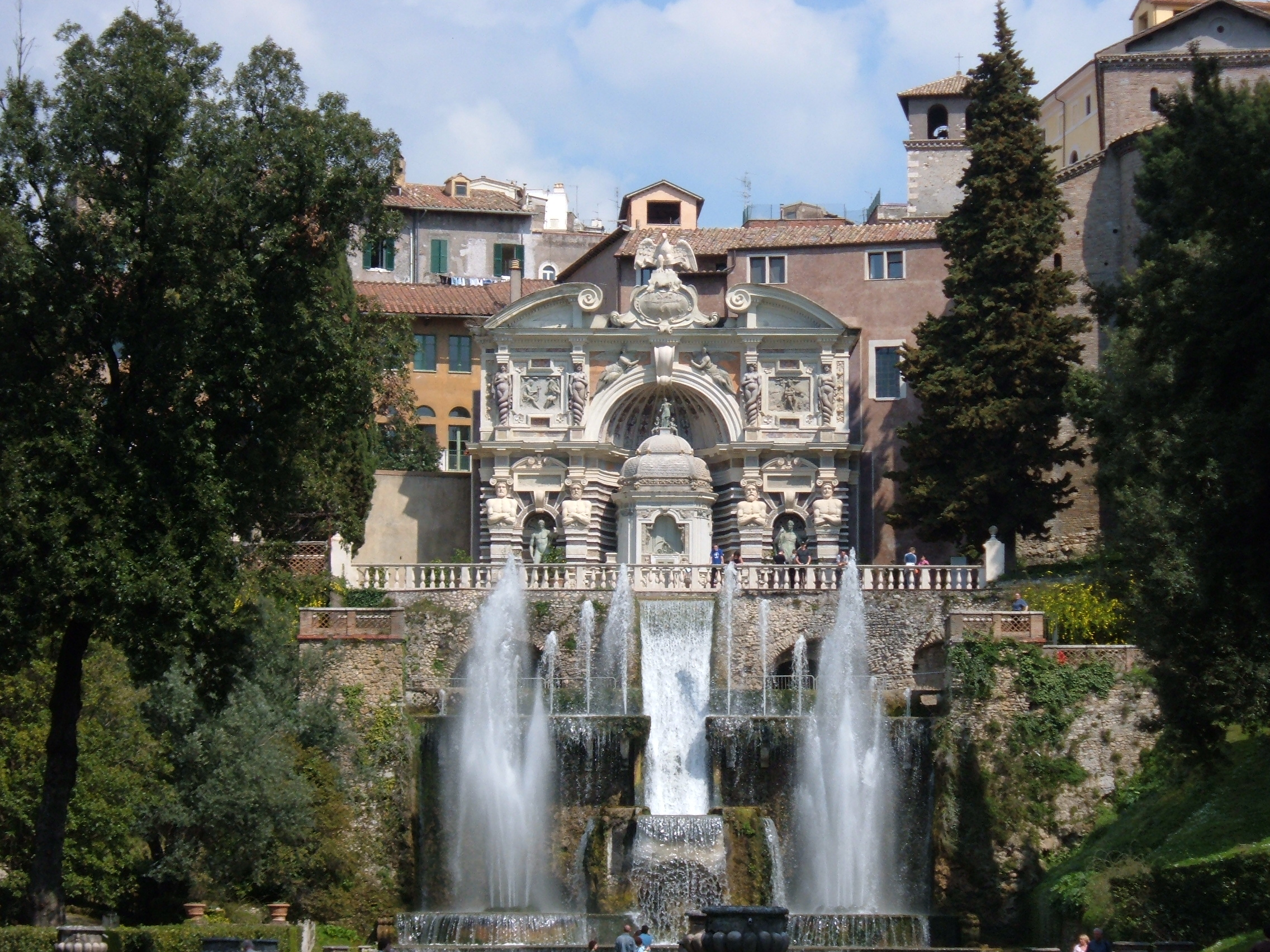
Villa d'Este Tivoliban
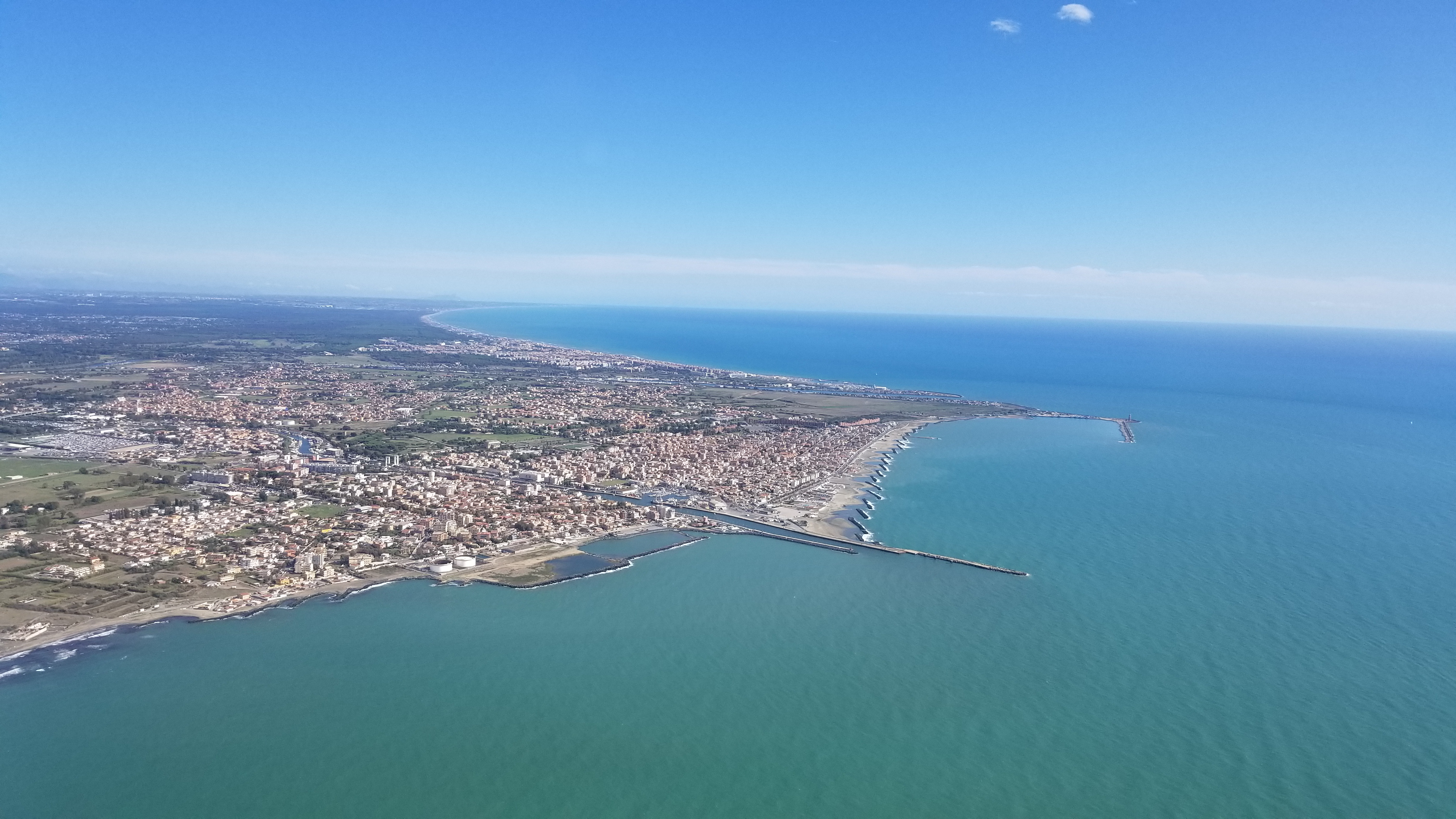
Fiumicino
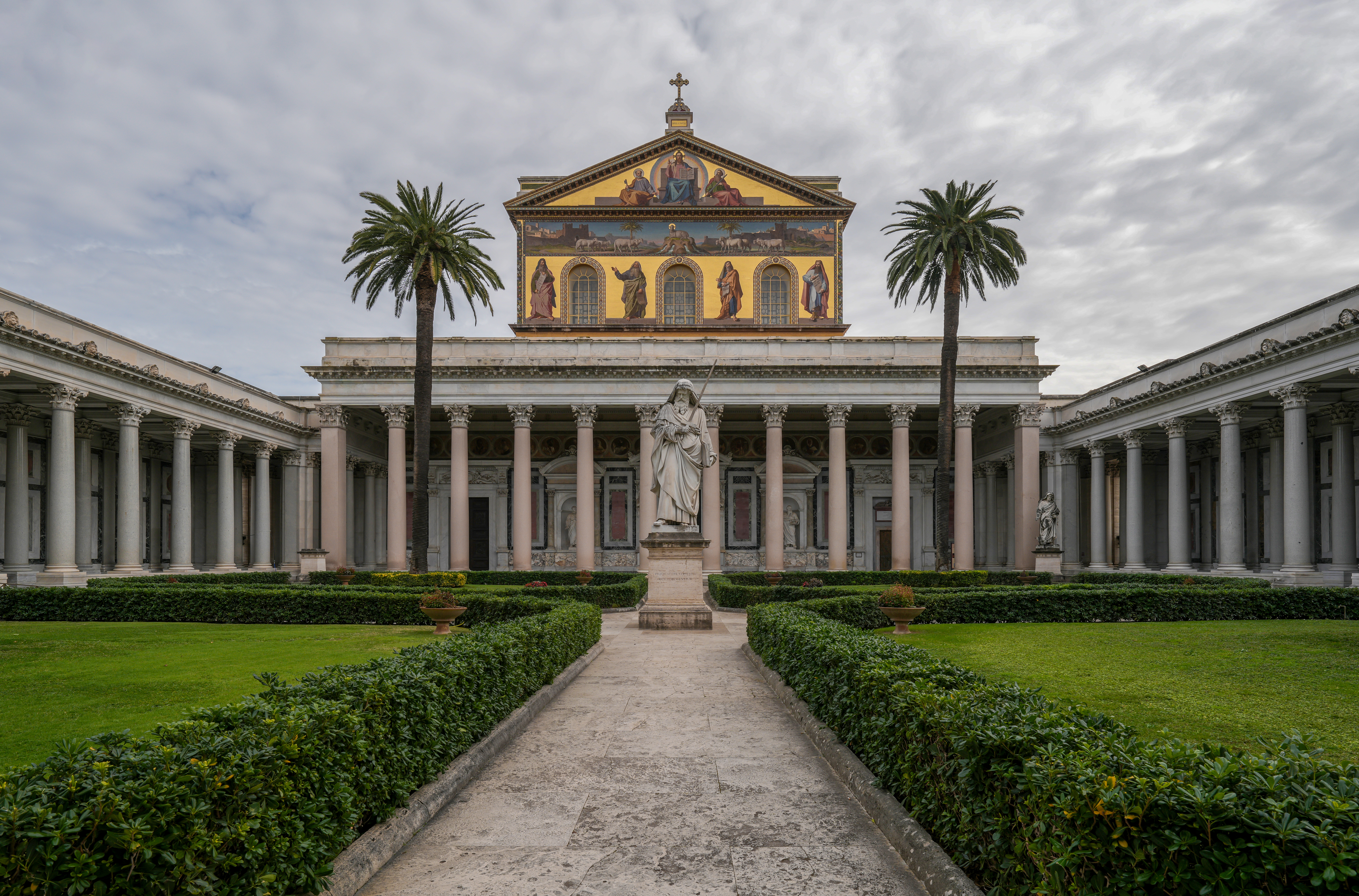
San Paolo fuori le mura

## Fordítás
- Ez a szócikk részben vagy egészben  a   Lazio című olasz Wikipédia-szócikk fordításán alapul.  Az eredeti cikk szerkesztőit annak laptörténete sorolja fel. Ez a jelzés csupán a megfogalmazás eredetét és a szerzői jogokat jelzi, nem szolgál a cikkben szereplő információk forrásmegjelöléseként.